# Yogi Bear & Friends in The Greed Monster
Yogi Bear & Friends in the Greed Monster, a volte sottotitolato A Treasure Hunt, è un videogioco d'avventura dinamica con l'orso Yoghi, pubblicato nel 1990 per gli home computer Amiga, Amstrad CPC, Atari 8-bit, Atari ST, Commodore 64 e ZX Spectrum dalla Hi-Tec Software.
Su Yoghi la Hi-Tec pubblicò anche Yogi's Great Escape (uscito prima, sempre nel 1990) e Yogi's Big Clean Up (1992). Nello stesso periodo pubblicò inoltre Top Cat, piuttosto simile a Greed Monster come meccanica di gioco.

## Trama
La trama è vagamente ispirata alla puntata Il mostro verde (The Greed Monster, 1988) della serie animata La caccia al tesoro di Yoghi.
La squadra di cacciatori di tesori di Yoghi è partita per indagare su un furto mondiale di giocattoli, ma tutti i membri tranne Yoghi (Bubu, Svicolone, Ernesto Sparalesto, Snooper e Blabber) sono stati imprigionati dal "mostro goloso". Yoghi li deve liberare tutti, trovare delle monete e infine trovare il mostro per ritrasformarlo nell'innocuo Nathan, usando il denaro per trasformare qualcun altro al posto suo.

## Modalità di gioco
Si controlla Yoghi in un labirinto bidimensionale multischermo, con visuale isometrica. Yoghi cammina in tutte le direzioni e si sposta da una schermata all'altra uscendo da uno dei quattro lati. L'intero scenario è costituito da un villaggio con strade sterrate e da un grande edificio circondato da un fossato, entrambi con decorazioni a forma di lecca-lecca. Dentro diverse stanze chiuse a chiave dell'edificio si trovano gli amici di Yoghi e il mostro goloso. Il giocatore deve esplorare il labirinto, trovare oggetti, risolvere alcuni piccoli rompicapo, liberare gli amici e infine raggiungere il mostro.
In ogni schermata sono presenti alcuni nemici, sotto forma di oggetti animati o strane creaturine. Di solito si muovono seguendo schemi fissi e ripetitivi, ma ce ne sono anche alcuni che inseguono Yoghi, limitatamente alla schermata attuale. Quando Yoghi viene toccato perde un po' della sua energia vitale, che si ricarica raccogliendo cestini da picnic. Yoghi può sparare caramelle ai nemici, con munizioni limitate, con effetti diversi a seconda del bersaglio.
Si possono raccogliere molti oggetti sparsi per lo scenario: 20 monete che sono uno degli obiettivi da completare, giocattoli che aumentano solo il punteggio, chiavi che aprono la rispettiva porta ma si possono trasportare solo una alla volta, e alcuni tipi di power-up. Solo nelle versioni Amiga e Atari ST sono presenti quattro oggetti speciali da utilizzare in situazioni particolari, premendo un tasto, per risolvere alcuni problemi.